# Museokatu
Museokatu est une rue du quartier d'Etu-Töölö à Helsinki en Finlande.

## Présentation
Orientée Est-Ouest, la rue Museokatu part de Mannerheimintie en face du Musée national de Finlande puis elle croise Runeberginkatu , Töölönkatu, Aurorankatu et se termine dans Mechelininkatu.

## Galerie

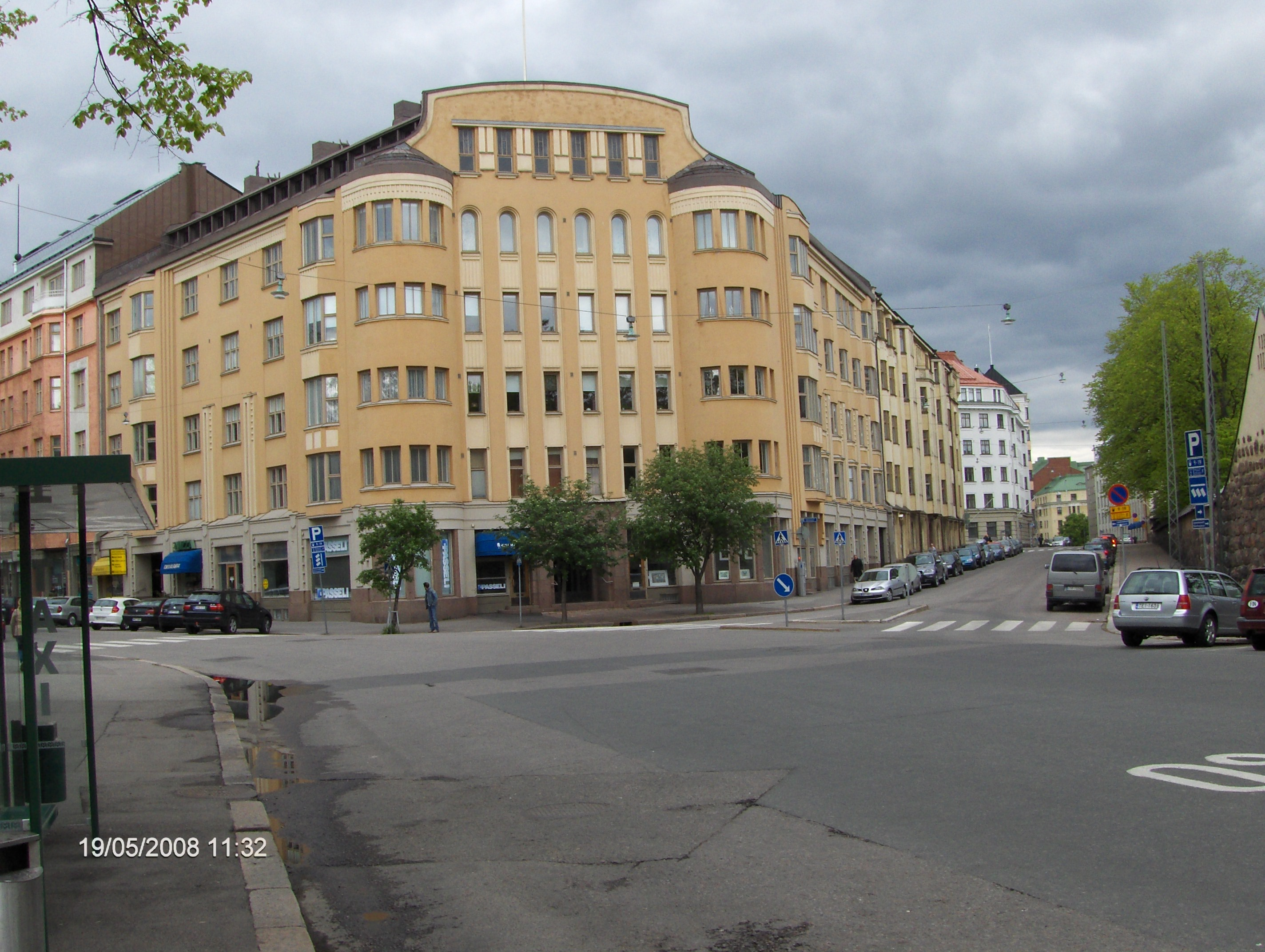
Museokatu 3, Sigurd Frosterus.
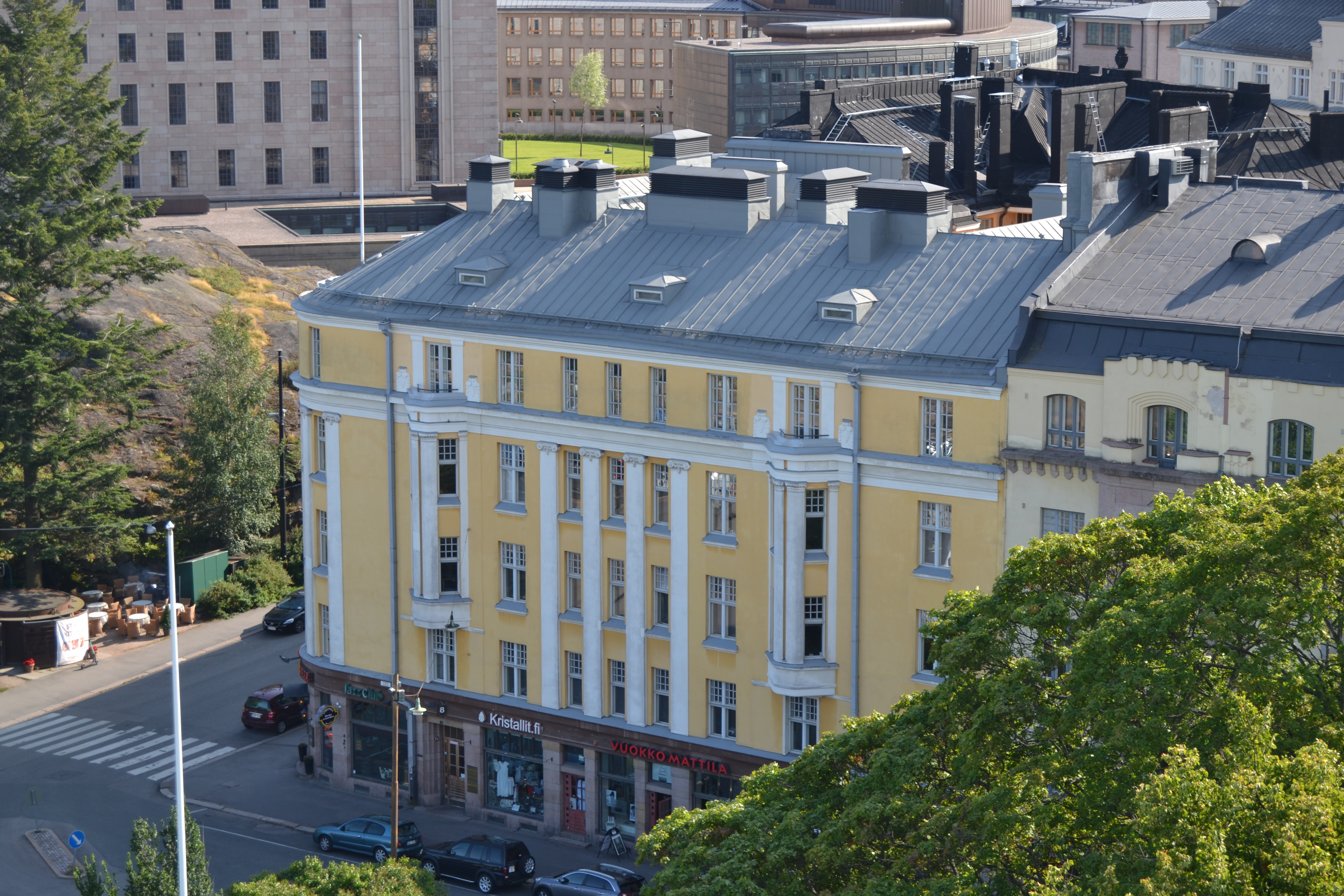
Museokatu 8.
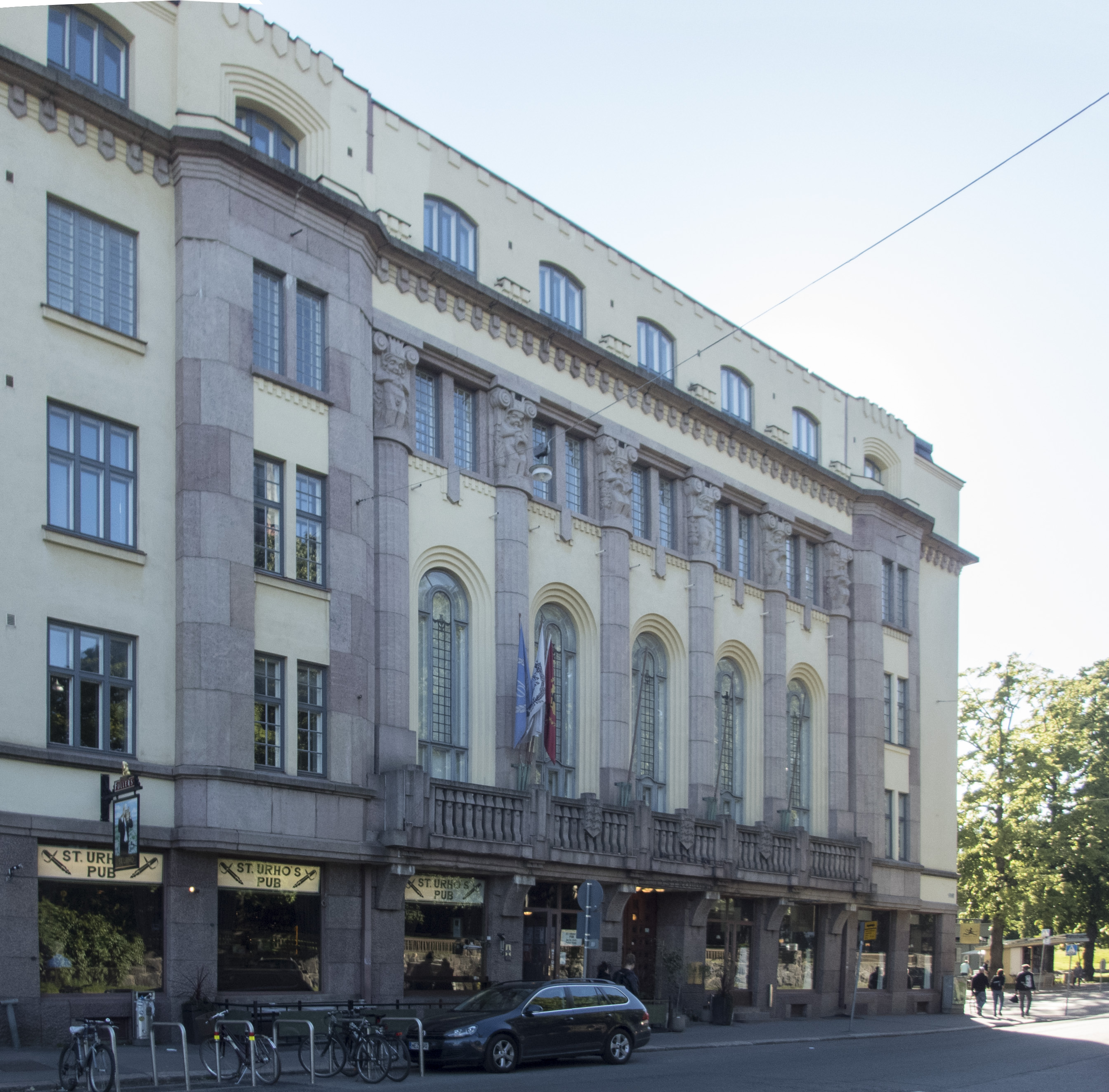
Ostrobotnia Museokatu 10.
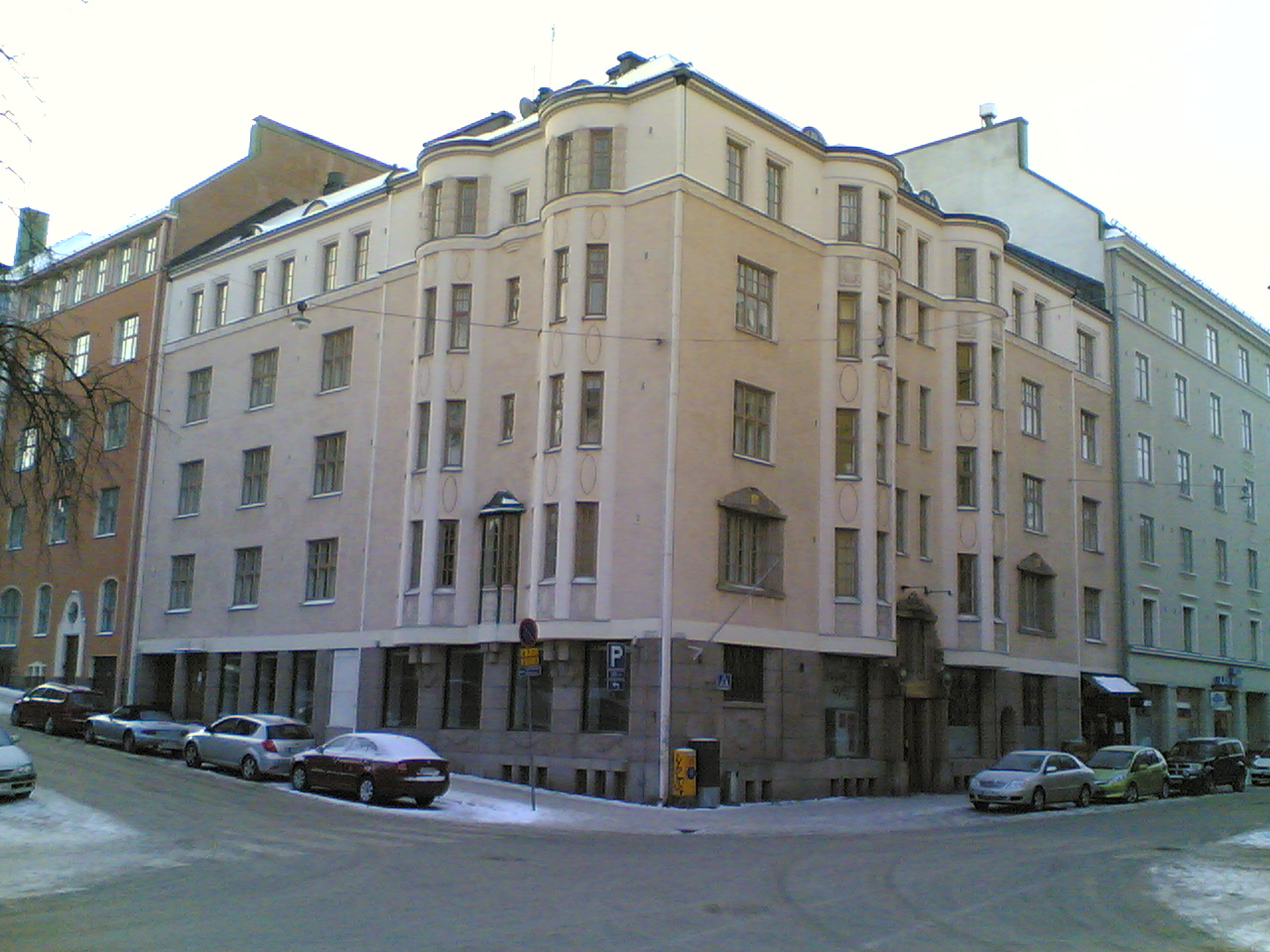
Museokatu 18.
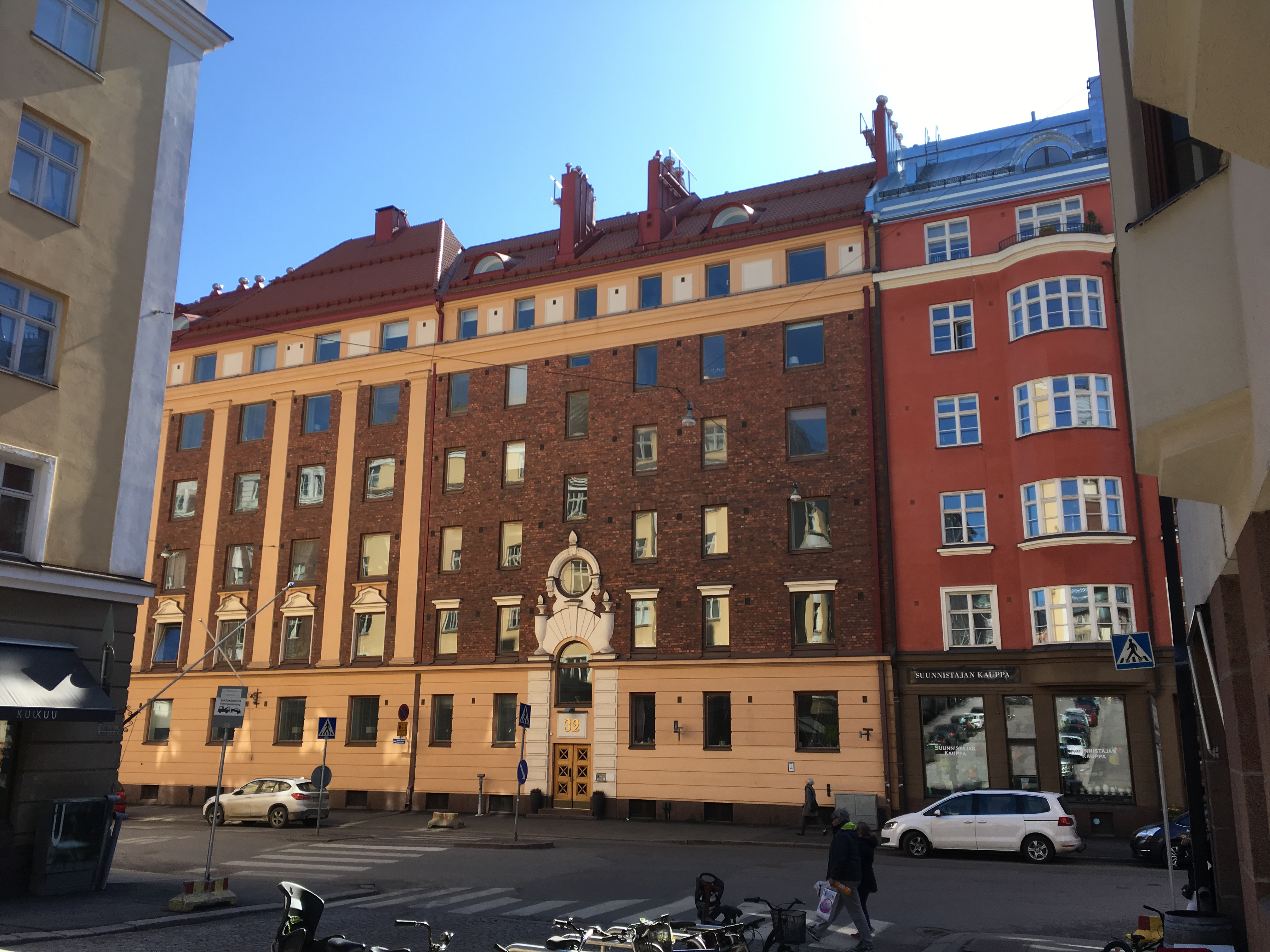
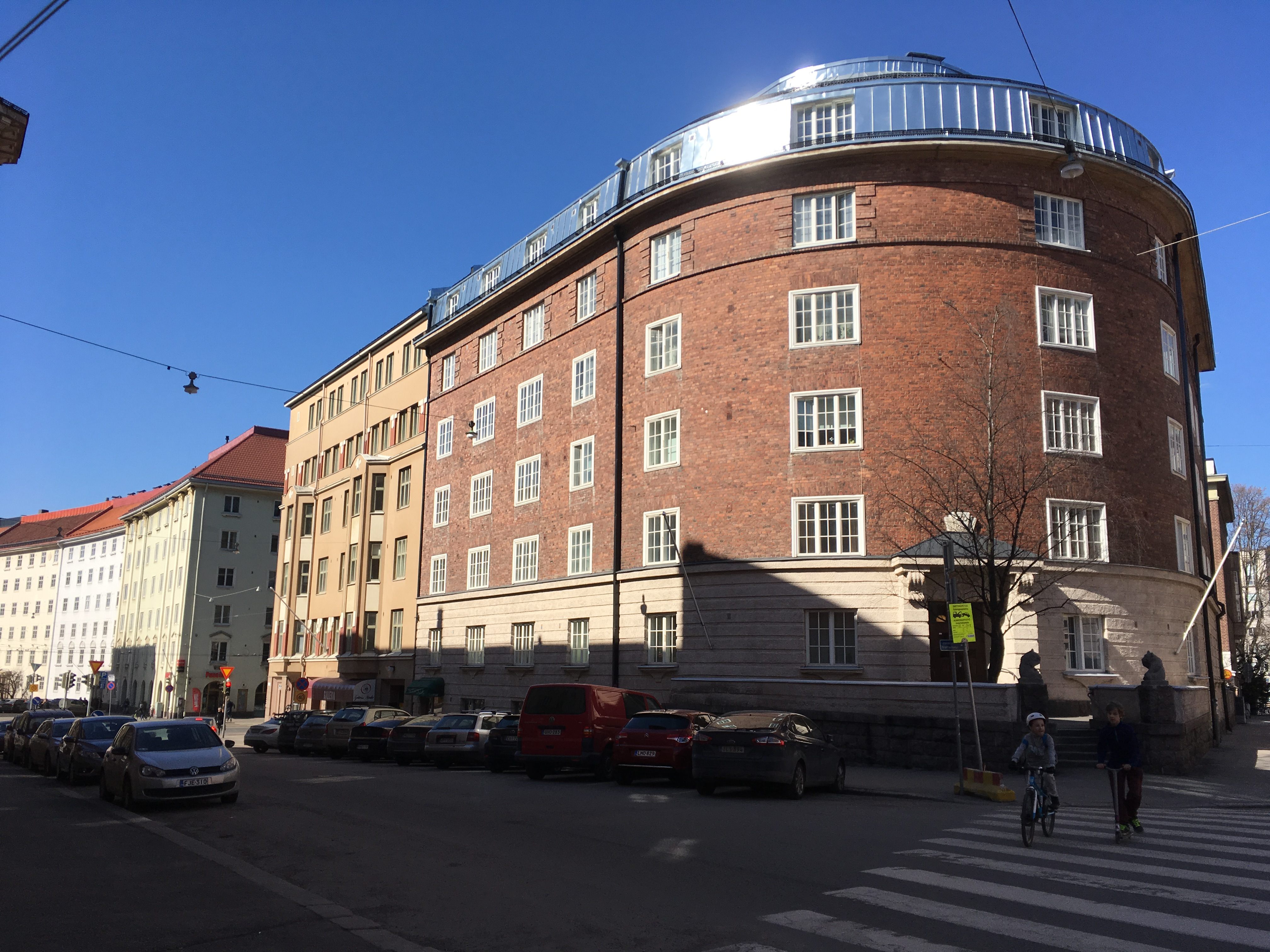
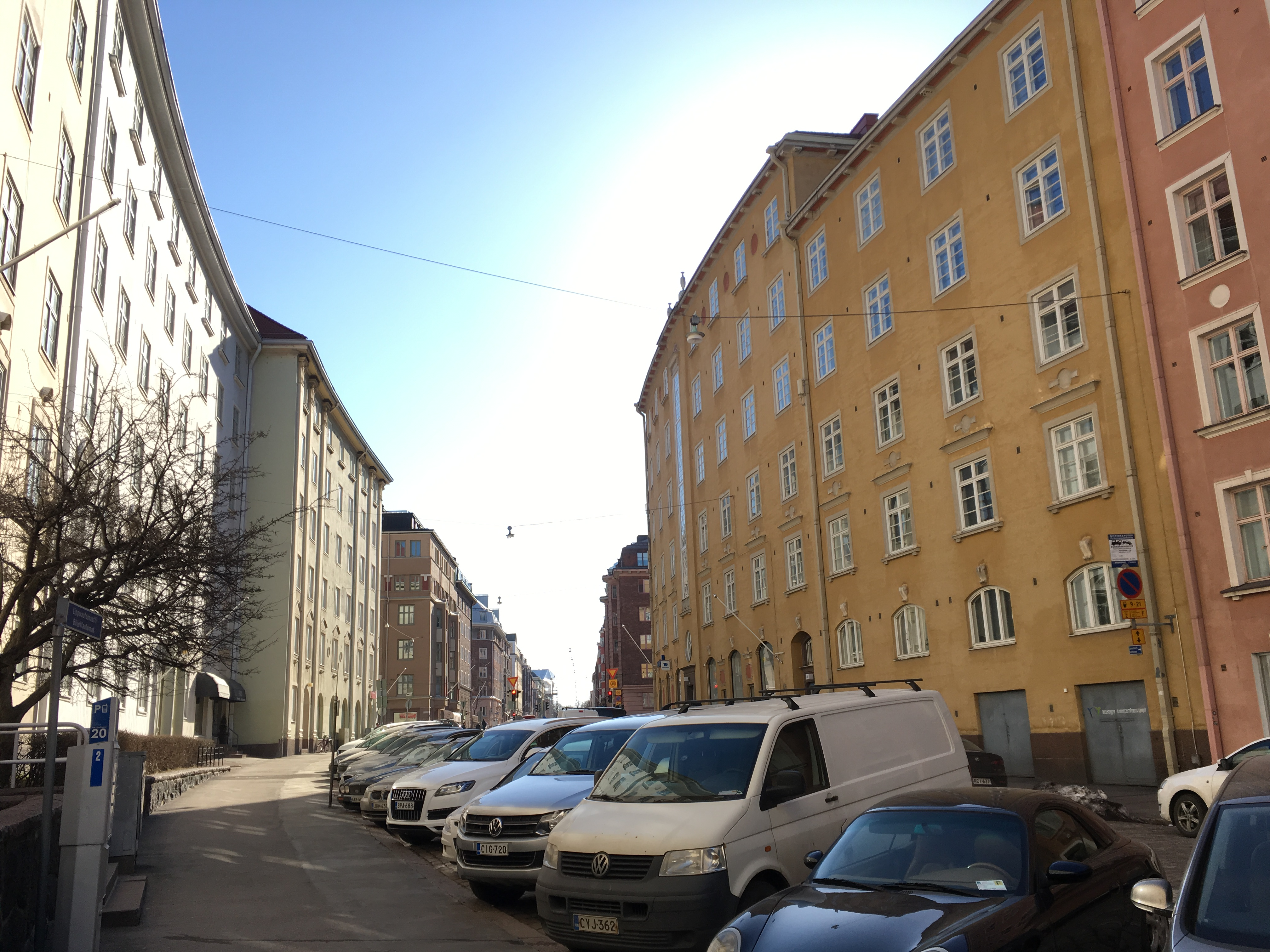